# وودهیون (کوئینز)
وودهِیون یک محله طبقه متوسط است که در بخش مرکزی شهر نیویورک در بخش کوئینز واقع شده‌است. این منطقه از شمال با پارک لین جنوبی و پارک جنگلی، در شرق توسط ریچموند هیل، در جنوب توسط پارک اوزون و خیابان آتلانتیک و در غرب با سایپروس هیلز از محلات بروکلین هم‌مرز است.

## برای مطالعهٔ بیشتر
- "Woodhaven"
- Woodhaven and Union Course
- نقشه وودهیون ۱۸۷۰ (غرب) بایگانی‌شده  در ۲۸ ژوئیه ۲۰۱۱ توسط Wayback Machine و (شرق) بایگانی‌شده  در ۲۸ ژوئیه ۲۰۱۱ توسط Wayback Machine
- "WOODHAVEN, Queens". نیویورک فراموش شده. February 25, 2007. Retrieved August 25, 2015.